# James Edward Keeler
James Edward Keeler, ameriški astronom in astrofizik, * 10. september 1857, La Salle, Illinois, ZDA, † 12. avgust 1900, San Francisco, Kalifornija, ZDA.

## Življenje in delo
| Odkritih asteroidov: 2 | Odkritih asteroidov: 2 |
| ---------------------- | ---------------------- |
| 452 Hamiltonia         | 6. december 1899       |
| (20958) A900 MA        | 29. junij 1900         |

Keeler je diplomiral leta 1881 na Univerzi Johnsa Hopkinsa. Od leta 1883 do 1884 je preživel v Nemčiji. Po vrnitvi v ZDA je spremljal Langleyja na odpravo v Skalno gorovje (Rocky Mountains), kjer so merili moč Sončevega sevanja in solarno konstanto. Po enoletnem podiplomskem študiju v Nemčiji je, kot Barnard, šel delat na Observatorij Lick, kjer je leta 1898 postal njegov predstojnik. Bil je še predstojnik Observatorija Yerkes v Williams Bayu v Wisconsinu in je delal še na Observatoriju Allegheny v Pittsburghu, Pensilvanija.
Leta 1888 je uporabil 920 mm daljnogled na Observatoriju Lick, da bi podprl Schiaparellijeva opazovanja kanalov na Marsu, kar se mu ni posrečilo. Leta 1895 je posnel spekter Saturna in njegovih obročev. Iz naklona spektralnih črt je določil hitrost, s katero se sistem vrti. Pokazal je, da se obroči ne vrte kot toga telesa, ampak ima notranja meja mnogo krajšo pot kot zunanja. To je bil prvi opazovalni dokaz, da obroči niso sestavljeni iz enega kosa, ampak iz majhnih meteorskih delcev, kar je teoretično napovedal že Maxwell. Keeler je z bolometrom meril infrardeči del spektra, raziskoval je spektre zvezd in meglic. Meril je radialne hitrosti plinskih oblakov, na primer Orionove meglice, in pokazal, da so njihove hitrosti podobne hitrostim zvezd. Ti oblaki so zato del zvezdnega sistema. Fotografiral je mnoge spiralne galaksije in pokazal, da je njihova spiralna zgradba bolj pravilo kot izjema. Naj bi bil avtor smešne zgodbe o Barnardu.
Keeler in Hale sta 1. januarja 1895 ustanovila znanstveno revijo Astrophysical Journal.

## Priznanja

### Poimenovanja
Poleg Keelerjeve vrzeli v Saturnovih obročev se po njem imenujeta udarna kraterja na Luni (Keeler) in na Marsu (Keeler), ter asteroid glavnega pasu 2261 Keeler.
1. 1 2  SNAC — 2010.
2. ↑  Brockhaus Enzyklopädie
3. ↑  data.bnf.fr: platforma za odprte podatke — 2011.
4. ↑  Brozović D., Ladan T. Hrvatska enciklopedija — LZMK, 1999. — 9272 p.